# Campionat de Catalunya de Segona Categoria
Het Campionat de Catalunya de Segona Categoria of Campionat de Catalunya B was een jaarlijks gehouden voetbalcompetitie tussen de voetbalclubs van de Spaanse regio Catalonië. Het toernooi werd van 1912 tot 1940 georganiseerd. Het Campionat de Catalunya de Segona Categoria was de tweede regionale divisie van Catalonië en de competitie bevond zich onder het Campionat de Catalunya.
De Campionat de Catalunya de Segona Categoria begon met een competitie van zes clubs. Dit aantal werd later uitgebreid tot twaalf in 1928 en achttien in 1934. Onder het bewind van dictator Francisco Franco werd de eigen competitie van Catalonië in 1940 afgeschaft.

## Winnaars
| Seizoen   | Kampioen               |
| --------- | ---------------------- |
| 1912-1913 | CE Sabadell            |
| 1913-1914 | CE Sabadell            |
| 1914-1915 | Athletic de Sabadell   |
| 1915-1916 | Terrassa FC            |
| 1916-1917 | CE Júpiter             |
| 1917-1918 | CF Badalona            |
| 1918-1919 | CE Europa              |
| 1919-1920 | L'Avenç de l'Esport    |
| 1920-1921 | L'Avenç de l'Esport    |
| 1921-1922 | FC Espanya             |
| 1922-1923 | FC Martinenc           |
| 1923-1924 | Terrassa FC            |
| 1924-1925 | CE Júpiter             |
| 1925-1926 | CF Badalona            |
| 1926-1927 | Gimnàstic de Tarragona |
| 1927-1928 | CE Júpiter             |
| 1928-1929 | CE Júpiter             |
| 1929-1930 | CE Sabadell            |
| 1930-1931 | FC Martinenc           |
| 1931-1932 | UE Sants               |
| 1932-1933 | EC Granollers          |
| 1933-1934 | UE Sants               |
| 1934-1935 | EC Granollers          |
| 1935-1936 | EC Granollers          |
| 1936-1937 | CE Júpiter             |
| 1937-1938 | UE Sants               |
| 1938-1939 | niet gehouden          |
| 1939-1940 | UE Sant Andreu         |

Federació Catalana de Futbol · Catalaans voetbalelftal · Catalaans vrouwenvoetbalelftal 

historische competities 

Campionat de Catalunya · Campionat de Catalunya de Segona Categoria · Trofeu Moscardó 

hedendaagse competities 

Copa de Catalunya · Tercera División Grupo 5 · Primera Divisió Catalana · Amateurvoetbal 